# Pleurozia articulata
Pleurozia articulata là một loài rêu tản trong họ Pleuroziaceae. Loài này được (Lindb.) Lindb. & Lackström miêu tả khoa học lần đầu tiên năm 1874.